# Lezlie Deane
Lezlie Deane (* 1. Juni 1964 in Corsicana, Texas, Vereinigte Staaten) ist eine US-amerikanische Sängerin, Musikerin, Roller-Derby-Athletin und Schauspielerin, die in Film und Fernsehen mitwirkte. Sie ist vor allem für ihre Rollen in Horrorfilmen bekannt, darunter 976-EVIL (1988), Girlfriend from Hell (1989) und Freddy’s Dead: The Final Nightmare (1991). In den 1990er Jahren war sie Mitglied der Technogruppe Fem2Fem.

## Leben und Karriere
Deane wurde als Leslie Denise Lonon (das „s“ in ihrem Vornamen war ein Tippfehler des Krankenhauses, in dem sie geboren wurde) in Corsicana, Texas, geboren. Neben ihren Kinorollen hatte Deane Gastauftritte in Fernsehshows wie The Bronx Zoo, 21 Jump Street, Hunter, Freddy’s Nightmares, Dynasty und Pacific Blue. Sie war auch einmal Mitglied der Cheerleader-Mannschaft der Dallas Cowboys, wurde aber nach sechs Wochen entlassen, weil sie einen Choreografen geschlagen hatte.
In den 1990er Jahren wurde sie von den Produzenten Peter Rafelson und Michael Lewis angeworben, sich der Dance-Pop-Gruppe Fem2Fem anzuschließen, und tourte als Vorgruppe für Nine Inch Nails und Marilyn Manson durch Europa und Nordamerika. Songs aus ihrem zweiten Album, Animus, brachten drei Top-40-Singles hervor, darunter „Obsession“ und „Where Did Love Go“, und erreichten Platz 1 der britischen Charts. Fem2Fem ist auch durch einen Auftritt im Playboy-Magazin bekannt.
Nach einer Tournee mit Nine Inch Nails nahm Lezlie mit den Musikern Josh Freese, Danny Lohner und Robin Finck frühe Demos ihrer Songs auf, auf die sie in späteren Projekten zurückgreifen sollte.
Im Jahr 2007 wurde Deane zum Kapitän und Trainer der Slaughterers ernannt, einem von fünf Roller-Derby-Teams unter den Dallas Derby Devils, und trainierte sie zu drei aufeinanderfolgenden Saisons auf dem ersten Platz, bevor er die Liga verließ.
Deane gründete die Band Scary Cherry and the Bang Bangs. Die von ihren Anhängern in Großbritannien als „Glitter Punks“ bezeichnete Gruppe ist für ihre Mischung aus Punkrock der 1970er Jahre und Glitzerrock bekannt. Die Band tourt ausgiebig, hat Lizenzen für mehrere Songs erhalten und eine EP mit fünf Songs sowie ein Album in voller Länge, Girl, veröffentlicht. Die Band gewann einen Independent Music Award (Vox Populi „Stimme des Volkes“) für den besten Rocksong „Don’t Wanna“.
In der Dokumentation Never Sleep Again: The Elm Street Legacy aus dem Jahr 2010 enthüllte Deane, dass sie während der Dreharbeiten zu Freddy’s Dead als Kind erstmals sexuell belästigt wurde und dass sie sich am Set eine Verletzung durch Robert Englund zugezogen hatte, die genäht werden musste und eine Tetanusimpfung erforderlich machte.
Deane ist seit seiner Gründung im Jahr 2011 ehrenamtliches Vorstandsmitglied des gemeinnützigen Musikcamps Girls Rock Dallas.

## Filmografie (Auswahl)
Kinofilme
- 1988: Durchwahl zur Hölle (976-Evil)
- 1989: Höllische Freundin (Girlfriend from Hell)
- 1990: Midnight Ride
- 1991: Freddy’s Finale – Nightmare on Elm Street 6 (Freddy’s Dead: The Final Nightmare)
- 1992: Baby Talk
- 1992: To Protect and Serve
- 1992: Movie Madness
- 1993: Ich will neue Eltern (Shattered Family)
- 1997: Plump Fiction

Fernsehserien
- 1986: T. J. Hooker (1 Folge)
- 1987: The Bronx Zoo (1 Folge)
- 1987: 21 Jump Street – Tatort Klassenzimmer (21 Jump Street, 1 Folge)
- 1987: Hunter (3 Folgen)
- 1988: CBS Summer Playhouse (1 Folge)
- 1989: Der Denver-Clan (Dynasty, 5 Folgen)
- 1989: Jesse aus dem All (Hard Time on Planet Earth)